# 猶太公會
猶太公會或猶太公議會（意思就是“坐在一起”）是古代以色列由71位猶太長老组成的立法议会和最高法院。这个议会包括一名大法官、一名副大法官和其他69名成员。在开会时这其他69名议员坐成半圆形。

## 传统的起源论
猶太公會这个名称是希腊化时期产生的。传统上拉比对摩西五经中某些事件的理解认为它是由摩西奉上帝的命令建立的。在摩西五经中上帝命令摩西说：
耶和華對摩西說、你從以色列的長老中招聚七十個人、就是你所知道作百姓的長老和官長的、到我這裡來、領他們到會幕前、使他們和你一同站立。
神也曾經吩咐摩西去按手在約書亞頭上。经典拉比传统认为猶太公會是从这个时候开始的，当时它由70名长老组成，加上摩西为主席，一共71人。后来公会中有人逝世，或者出于其它原因不能继续其会员工作，则招录新的成员。这样的招录从摩西至约书亚从未中止过。直到第二聖殿被毁后这个传统才被中断，猶太公會也就解散了。

## 作用和規程
猶太公會拥有其它犹太法庭所没有的权利，比如它可以审判国王、扩张圣殿和耶路撒冷的边界，它也是最终规定任何法律问题的部门。它的长官叫做“纳西”。老希勒尔（约前1世纪）之后几乎所有占据纳西位置的均是希勒尔的后代。公会还有一个第二位长官，在处理刑事案时这位副大法官任主席。
公会的议会厅叫做“琢石厅”（Lishkat Ha-Gazith），按照摩西五经以及许多学者的看法它位于圣殿山的北墙内，一半位于圣区内，一半位于圣区外。它的大门可以通向神殿，也可以通向外边。神殿裏进行神事的建筑物全部是用煤油使用铁加工的石头筑成的，因此“琢石厅”这个名称可能本来是用来区分进行神事的和不进行神事的建筑。
一般只需要由23个成员组成的小会来进行决定。只有在关系到国家大事（比如宣战）或者小会无法达成协议的事件才由所有71名成员参加的公会决定。

## 公議會
公议会这个名称尤其被用作法庭和代表性的集会，它的原始是耶路撒冷的地方议会，但后来获得了很大的权利，对犹太人有很大的影响。公议会有时也被称为公会，或被看作是公会的一个继承结构。
对公议会最早的纪录可能出自歷代志：
約沙法從利未人和祭司、並以色列族長中派定人、在耶路撒冷為耶和華判斷、聽民間的爭訟、就回耶路撒冷去了。
在这里所提到的由利未人（即祭司）与族长在耶路撒冷组成的上诉法庭是此前的历史纪录中从未提到过的，而当时的史学家传统喜欢给他们当时的机构配一个源自古以色列的来源。在犹太历史上始终提到有这样的贵族议会，比如在希腊人统治时期。作为国家首脑的大祭司同时也是公议会的首脑，而这个公议会即有法庭的作用，也有管理或者政治作用。随外国统治君主留给当地政府的权力以及当地君主的权力大小随时间的变化这个公议会的权利大小也不断变化。
在哈斯摩尼王朝时期这个一开始的贵族议会机构的性质就改变了，尤其法利赛人代表的进入是不可避免的。特别在大希律王统治时期法利赛人的影响达到其顶峰。前57至55年，罗马驻叙利亚省的执政官奥路斯·伽比尼乌斯将哈斯摩尼王国分为五个区，每个区有其自己的议会。最后在罗马猶太省中公议会以大祭司为主席，成为当地的最高族人会议，但是这时这个会议已经不能判处死刑了。不过这个说法有争议，因为按照《圣经》的所发该议会按照《犹太古史》判处聖司提反和义者雅各石刑。20.9.1 （页面存档备份，存于）耶穌研討會的翻译称此为“不合法”。按照弗拉維奧·約瑟夫斯和《新约》的说法此时贵族和撒都该人的影响又强大起来了，大祭司与统治者是同一人，此外在公议会中还有书记、法利赛人的法学专家和其他统称为长老的贵族。
公议会的会址可能在聖殿山上，可能在聖殿的内院。

## 早期基督教

### 四福音书的记载
在四福音书中猶太公會多处被提到。按照四福音书的说法耶稣是遭他的門徒加略人猶大出卖后，由公会处死，公会为此给了犹大30块银子。四福音书说公会后来无法证明耶稣犯了死罪就指责他犯了褻瀆罪（按照犹太教律法这是一个死罪）。但由于公会不是罗马帝国的权力机构，因此它没有判死刑的权利。
按福音书的说法耶稣被带到罗马帝国驻猶太省的执政官彼拉多前，让他来决定耶稣的命运。彼拉多不同意公会的决定，但是民众要求将耶稣钉死在十字架上。估计彼拉多怕再次发生大規模暴乱 (先前已有多起反羅馬暴動並受到了皇帝提庇留的警告)会令羅馬皇帝罷免他，因此同意了民众的要求，判将耶稣钉死在十字架上。
不过在新约中也提到公会中有些成员是耶稣的信徒，比如福音书提到尼哥底母和亚利马太的约瑟这两个名字。
新约中对犹太公会以及它在钉死耶稣事件中起的作用的叙述是一个非常敏感的问题。
圣经上还有一些地方提到公会。

## 加利利区的公会
神殿被毁后在加利利区还有人建立了一个公会，这个公会周期性地聚会，其主要任务在于决定如何取代被毁的神殿中的仪式、保存其精神，来让分布各地的犹太社群继续从事神事。它将口传妥拉纪录下来，其成员是《密西拿》和《耶路撒冷他勒目》的主要书写者。415年罗马皇帝狄奧多西二世和弗拉維烏斯·奧古斯都·洪諾留联合下法令驱逐犹太大祭司，加利利的公会由此中断。

## 后来重建公会的试图
按照犹太人的传统在弥赛亚降临之前必须重建公会。迈蒙尼德和其他一些中世纪的学者认为虽然公会被中断，但是加入以色列统一，并且产生一个纳西的话，那么他可以重建公会。因此早在16世纪就有人试图重建公会，但是因为遭到其他人的反对而没有成功。

### 拿破仑的“大犹太公会”
拿破仑·波拿巴召集了一个被称为“大犹太公会”的犹太人的高级议会来回答贵族院提出的12个问题。其目的在于在立法时有一定的基础。这12个问题为：
1. 犹太人允许有多个妻子吗？
2. 犹太教允许离婚吗？假如按照法国民法离婚是合法的话，那么这个离婚在犹太教面前是否有效？
3. 犹太人能够与基督徒通婚吗？还是犹太教只允许犹太人内部通婚？
4. 在犹太人眼里不信犹太教的法国人是兄弟还是外人？
5. 按照犹太教不信犹太教的法国人是什么地位？
6. 在法国出生的犹太人按照法国法律是法国公民，他们是否认为法国是他们的国家？他们是否有义务保卫法国？他们是否有义务遵守法律和民法？
7. 谁选举拉比？
8. 拉比对犹太人有哪些权利（尤其是警察、法庭类型的权利）？
9. 拉比的权利以及他们的选举是按照犹太法律规定进行的还是属于习惯法？
10. 按照犹太法律有犹太人不允许从事的职务吗？
11. 按照犹太法律犹太人可以向他们的兄弟借高利贷吗？
12. 按照犹太法律犹太人允许或者被禁止向外人借高利贷吗？

在一次贵族院会议上委员摩勒表示皇帝（即拿破仑）对公会的回答非常满意并指示公会和贵族院按照这个回答来确定犹太人在法国的未来地位，设立犹太人组织，并谴责所有对犹太教的错误理解。同时这个“大犹太公会”应该被看作是古老的耶路撒冷公会的重建，它应该获得古代公会的神圣性，并获得类似古代公会的形式——由71个成员组成，其中2/3是拉比，1/3是普通人。贵族院选举公会成员并通知其他欧洲国家的犹太社团，“这样他们可以排遣代表，并获得其它政府信息”。贵族院还被授命组织一个九人组成的委员会来准备公会的召开，设立一个未来法国和意大利犹太人组织的计划。
1806年10月6日贵族院向欧洲所有犹太人社群发布通知，邀请他们向10月20日召开的大犹太公会派遣代表。这份公报用希伯来语、法语、德语和意大利语写成，极其鼓吹这个大公会的历史意义以及其受到皇帝本人的保护。德国的大多数犹太人希望拿破仑的行动可以唤醒德国各地方的政府也向他们颁发公民权，但也有人认为此举仅仅是一个政治步骤。有人甚至嘲弄说这是拿破仑为巴黎人举行的一次大娱乐。1806年至07年在对俄罗斯的战争中拿破仑占领波兰，当时波兰有许多犹太人参加他的军队，据说拿破仑当时笑道：“终于大公会对我有益。”
最后大公会于1807年2月9日正式召开，其71名成员中包括已经在贵族院内的拉比，此外还有29名拉比和25名普通人。公会召开之前会员首先在一个犹太会堂中举行庄重的宗教仪式。公会的主席和副主席是由贵族院指明的，按照古代习惯会员按照年龄坐成半圆，普通人坐在拉比后面。他们全部穿黑袍，带丝领圈和三角帽。会议是公开的，许多旁观者参加。第一次会议以一个希伯来语的祈祷开始，然后主席和副主席发言，随后会议就结束了。第二次会议是2月12日召开的，其中阅读了来自阿姆斯特丹及其它各地的祝贺信等等。
在此后数日中公会不经过讨论就表决回答贵族院提出的问题并将这些回答列入法律。在第八次会议上会议主席使用希伯来语表示对未来的巨大期望。在获得会员的感谢后他表示公会闭幕。3月25日贵族院在获得正式报告后再次批准建议的法律并于4月6日提交帝国委員。
公会的回复总规九章，用法语和希伯来语书写，总结如下：
1. 犹太教禁止一夫多妻制
2. 假如此前民事机构决定的话按照犹太法律离婚是合法的
3. 在进行宗教婚礼仪式前必须有民事婚礼仪式
4. 犹太人与基督徒之间的婚姻是合法的，但不能进行犹太教仪式
5. 按照教义每个犹太教徒将其他非犹太公民看作他的兄弟，他有义务帮助、保护和热爱他们，这与对待他们的犹太教兄弟无异
6. 犹太人视他们出生的国家为他们的母国，他们热爱和保护他们的母国
7. 犹太教不禁止服役
8. 犹太人可以从事各种他们的祖先在巴勒斯坦也已经从事过的职业如农业、手工业、艺术等等
9. 犹太人不准向其他犹太人或基督徒放高利贷

公会宣称它拥有古代公会的立法权利，它的目的在于促进犹太人的利益。这些法律成为后来法国政府关于犹太人的立法和管理的基础，而拿破仑本人则于1808年3月17日下令限制犹太人的法律权利。贵族院的九人委员会的推荐也没有交给公会评议，而是直接递交拿破仑签署了。

### 在以色列重建公会的计划
从2004年开始有人计划在以色列重建古代的犹太公会。这个计划的主要领导人是一大群拉比，在不同的（包括在外地的）犹太社团中这个问题均有讨论，不过大多数外地的犹太人还不知道这个计划。尤其正统犹太教的领导人强烈反对这个计划。

## 外部連結
- Re-established Jewish Sanhedrin website by "Friends of the Sanhedrin" （页面存档备份，存于）
- The Sanhedrin-Geulah Website (Hebrew) （页面存档备份，存于）